# المجلس التشريعي لعدن
مبنى المجلس التشريعي لعدن واحدا من أهم معالم المدينة. فهذا المبنى، كان في الأصل كنيسة بنيت عام 1871 وكانت تسمى كنيسة «القديسة ماريا» وفي عام 1947 تحولت الكنيسة إلى مقر للمجلس التشريعي الأول من نوعه في شبه الجزيرة العربية. وكان المجلس يتكون من ثمانية أعضاء يمثلون طوائف عدن، وكانت كل طائفة تنتخب ممثلها، وكان في أول تشكيل له يتكون من: المستر تايلر، والخان بهادر محمد عبد القادر مكاوي، والخان بهادر محمد سالم علي البكري ، والسيد عبده غانم ، والمستر دانشا خورجي، والشيخ محمد عبد الله المحامي، وجودا مناحيم يهودا والمستر كارتن. وظل المجلس يمارس مهامه حتى عام 1966،

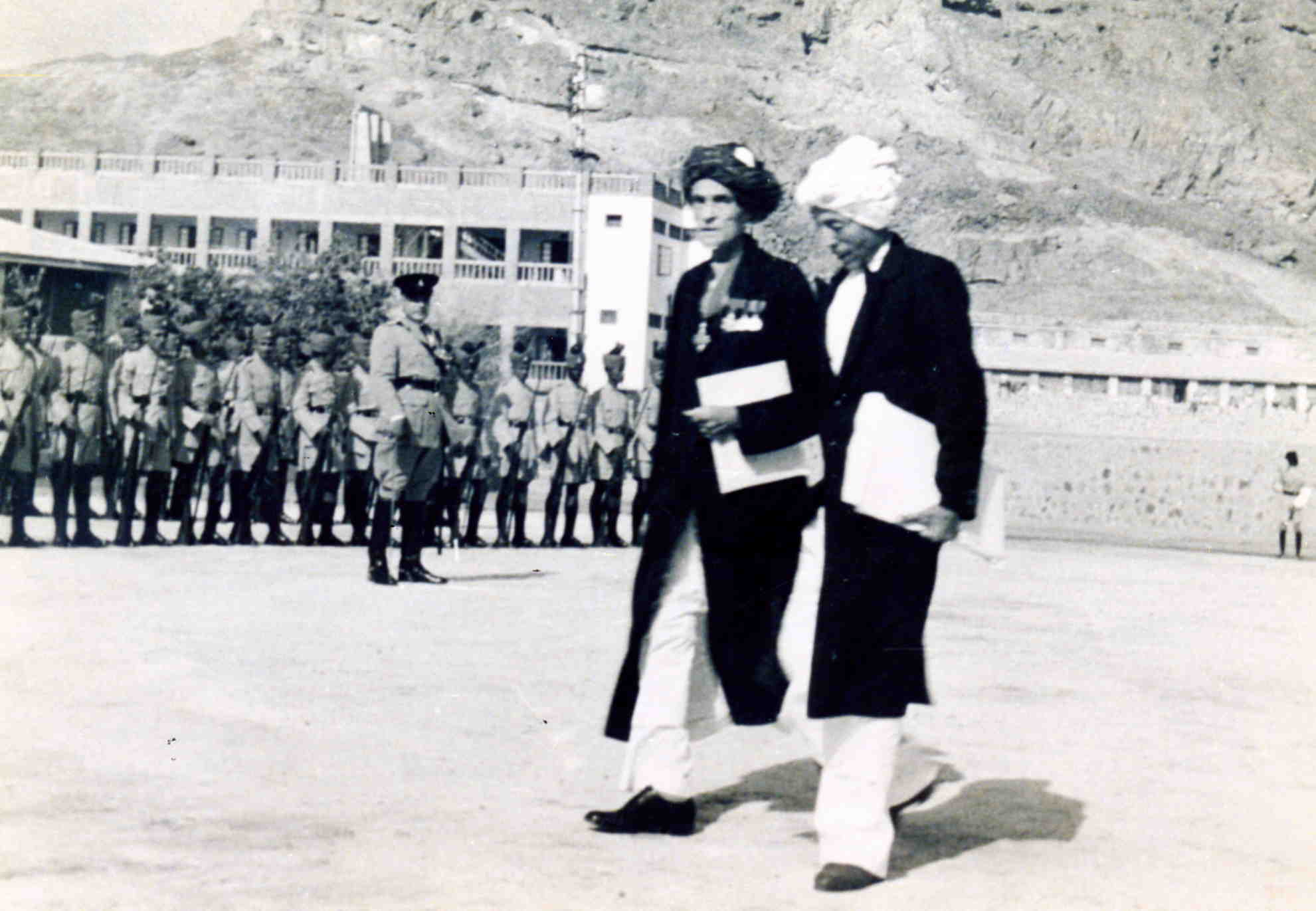
from left: Khan Bahadur Muhammad Abdul Kader. Makawi and Khan Bahadur Muhammad Salim 'Ali

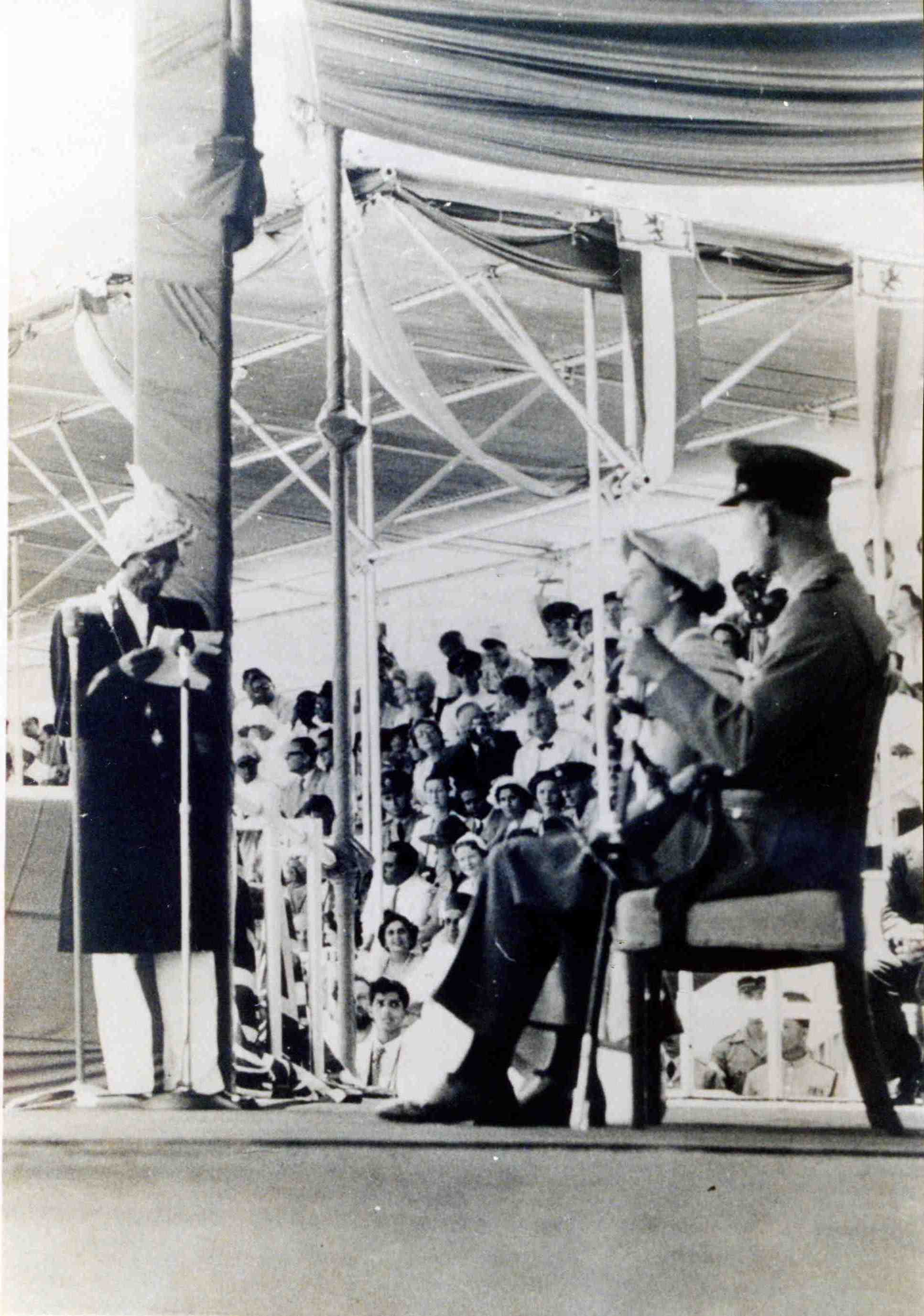
كلمة عدن القاها الخان بهادر محمد سالم علي بالغة العربية أثناء زيارة الملكة إليزابيث الثانية لعدن عام 1954

## روابط خارجية
- الخان بهادر محمد سالم علي.